# Bistum Saint-Jérôme-Mont-Laurier
Das Bistum Saint-Jérôme-Mont-Laurier (lateinisch Dioecesis Sancti Hieronymi Terraebonae-Montis Laurei, französisch Diocèse de Saint-Jérôme-Mont-Laurier) ist eine in Kanada gelegene römisch-katholische Diözese mit Sitz in Saint-Jérôme.

## Geschichte

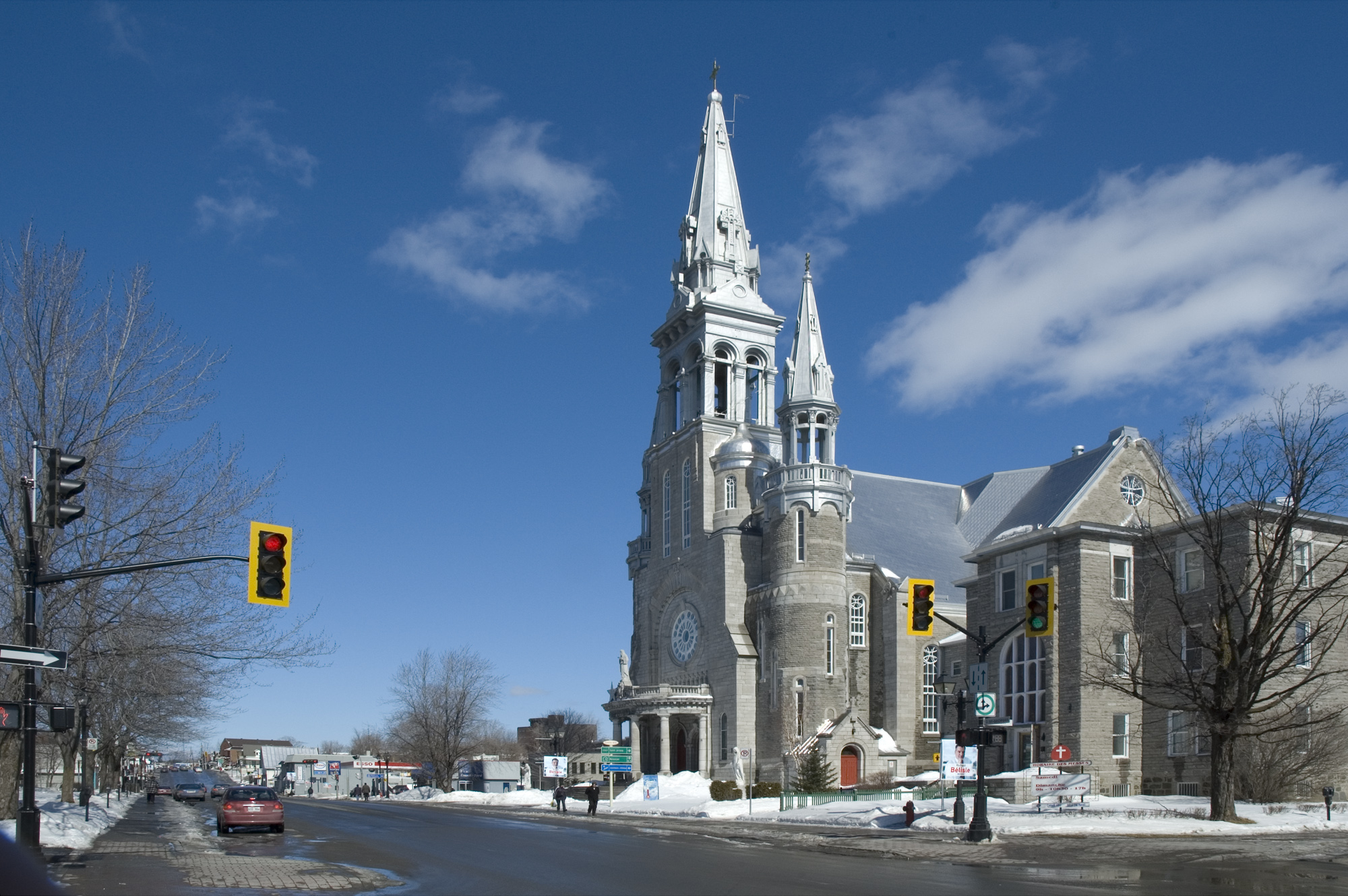
Kathedrale in Saint-Jérôme

Das Bistum Saint-Jérôme wurde am 23. Juni 1951 durch Papst Pius XII. mit der Apostolischen Konstitution Ad catholicum aus Gebietsabtretungen des Bistums Mont-Laurier sowie der Erzbistümer Montréal und Ottawa errichtet. Es wurde dem Erzbistum Montréal als Suffraganbistum unterstellt.
Papst Franziskus verfügte am 1. Juni 2020 die Vereinigung des Bistums Saint-Jérôme in persona episcopi mit dem Bistum Mont-Laurier. Am 1. Juni 2022 vereinigte Papst Franziskus das Bistum Saint-Jérôme vollständig mit dem Bistum Mont-Laurier zum Bistum Saint-Jérôme-Mont-Laurier und hob das Bistum Mont-Laurier als eigenständige Diözese auf. Das vereinigte Bistum wurde dem Erzbistum Montréal als Suffraganbistum unterstellt. Für den Bereich des bisherigen Bistums Mont-Laurier bedeutete dies einen Wechsel der Kirchenprovinz.

## Ordinarien

### Bischöfe von Saint-Jérôme
- 1951–1971 Émilien Frenette
- 1971–1977 Bernard Hubert, dann Koadjutorbischof von Saint-Jean-de-Québec
- 1977–1997 Charles-Omer Valois
- 1997–2008 Gilles Cazabon OMI
- 2008–2019 Pierre Morissette[3]
- 2019–2022 Raymond Poisson

### Bischöfe von Saint-Jérôme-Mont-Laurier
- seit 2022 Raymond Poisson